# おまけの夜
『おまけの夜』は、2017年よりYouTube上で、映画、音楽、マンガ情報を配信するYouTubeチャンネルである。

## 概要
映像作家の柿沼キヨシが「深夜のファミレストークというコンセプト」のもとで旬な映画やお題に沿った映画、音楽、マンガを語り合う情報バラエティ番組。2017年より開始。

## 出演者
柿沼キヨシ

## ゲスト
ジャガモンド斉藤
もっちゃん（イチロクマル）
CANDYROPE

## 主な企画・コーナー
- HUNTER×HUNTER考察
- シン・ウルトラマン考察
- エヴァンゲリオン考察
- もののけ姫考察